# Unité, Travail, Progrès
« Unité, Travail, Progrès », également écrite « Unité - Travail - Progrès », est la devise nationale de la république du Burundi, de la république du Congo et de la république du Tchad.

## Utilisation
La devise est utilisée sous la forme « Unité, Travail, Progrès » (mots séparés par une virgule) par le Burundi (article 11 de la Constitution de 2005) et sous la forme « Unité - Travail - Progrès » (mots séparés par un tiret) par la république du Congo (article 4 de la Constitution de 2015) et par le Tchad (article 8 de la Constitution de 2018). 

Elle figure sur les armoiries nationales des trois États l'ayant adoptée comme devise nationale. Bien que la devise burundaise soit écrite avec les mots séparés par une virgule, les armoiries du Burundi la font figurer avec les mots séparés par des tirets.

Armoiries du Burundi.
Armoiries de la république du Congo
Armoiries du Tchad